# Hyllus erlangeri
Hyllus erlangeri là một loài nhện trong họ Salticidae.
Loài này thuộc chi Hyllus. Hyllus erlangeri được Embrik Strand miêu tả năm 1906.